# Leźno (przystanek kolejowy)
Leźno – przystanek kolejowy, a dawniej stacja w Leźnie na linii kolejowej nr 234, w województwie pomorskim. Budynek dworca jest obecnie wykorzystywany w celach mieszkalnych. Podczas remontu linii kolejowej w latach 2022-23 zbudowano nowy peron przystanku po północnej stronie wiaduktu w ciągu ul. Żukowskiej (droga krajowa nr 7), zaś peron dawnej stacji zlikwidowano. Ponowna obsługa połączeń kolejowych rozpoczęła się 11 marca 2024.